# Nasty Idols
Nasty Idols var ett sleazeband från Sverige. Bandet startades år 1987 och har släppt sex studioalbum.
Nasty Idols bildades av sångaren Andy Pierce och basgitarristen Dick Qwarfort. Tillkom gjorde gitarristen Chris Vance och George Swanson som trummis. Tillsammans släppte de sin första vinyl singel i begränsad upplaga, "Don't Walk Away from Love" samt B sidan "Easy Come, Easy Go". 
1989 släpptes deras första album Gigolos on Parole. 1990 fick bandet en ny gitarrist som hette Peter Espinoza. Det gav bandet ny energi och de började skriva låtar till ett nytt album. I februari 1991 släpptes albumet Cruel Intention. Under sommaren 1992 började Stanley spela med bandet som ny trummis. I oktober 1993 släpptes det tredje albumet Vicious. Innan bandets nästa album byttes gitarristen ut mot Mikkie Nielsen. Den nya skivan skulle först heta The Fourth Reich men det ändrades till Heroes For Sale. Innan skivan hann släppas gick deras skivbolag i konkurs och skivan blev aldrig släppt. I slutet av 1995 splittrades bandet. 2002 bestämde sig ett annat skivbolag för att släppa skivan Heroes For Sale.

## Medlemmar
Senaste medlemmar
- Andy Pierce – sång (1987–1995, 2006–2013; död 2013)
- Peter Espinoza – gitarr (1990–1994, 2006–2013)
- Rikki Dahl – trummor (2006–2013)
- Zoak – basgitarr (2013)

Tidigare medlemmar
- Dick Qwarfort – basgitarr (1987–1995, 2006–2013)
- George Swanson – trummor (1987–1993)
- Roger White – keyboard (1987–1993)
- Jonnie Wee – gitarr (1987–1990)
- Stanley – trummor (1993–1995; död 2016)
- Roger Backlund - trummor (1987-1987)

## Diskografi
Studioalbum
- Gigolos on Parole (1989)
- Cruel Intention (1991)
- Vicious (1993)
- Heroes for Sale (2002)
- Boys Town (2009)
- Kalifornia  (2012)

Singlar
- "Don't Walk from Love" / "Easy Come Easy Go" (1988)
- "Alive N' Kickin" (1990)

Samlingsalbum
- Best of Nasty Idols (2002)
- The Refused and Lost Tapes (2002)
- The Swedish Sleaze Collection (2006)